# Vicente Aranda Ezquerra
Vicente Aranda Ezquerra (Barcelona, 9 de novembre de 1926 - Madrid, 26 de maig de 2015) va ésser un director de cinema català.

## Biografia
Vicente Aranda va néixer a Barcelona al si d'una família d'idees llibertàries, que provenia d'Aragó. Mare i pare treballaven: la mare a una fàbrica tèxtil i el pare de fotògraf ambulant. El futur director de cinema i la seva família residien a El Carmel. En aquest barri Aranda va tenir el primer contacte amb el setè art. Ell i els seus amics no anaven classe per anar a mirar les pel·lícules que passaven a un cine del barri a través d'uns forats que hi havia a la porta. En esclatar la Guerra Civil Espanyola, quan tenia onze anys, Aranda va anar-se'n amb la seva família a Osca. De seguida van tornar a Barcelona. En finalitzar el conflicte, Aranda va deixar els estudis per posar-se a treballar. Va treballar en diferents empreses: un taller de bicicletes, una empresa de maquetació d'anuncis, una fàbrica de productes alimentaris, un anuari, una fàbrica de pintures.
El 1949 es mudà amb el seu germà a Veneçuela per motius polítics i econòmics. Uns anys més tard, el 1956 Aranda va tornar a Espanya amb la seva esposa María Luisa i uns bons estalvis, aconseguits pel seu treball a l'empresa NCR. En el seu retorn a la capital catalana coneix a diferents personalitats del món cultural de l'època com Ricard Bofill, Román Gubern, els germans Goytisolo, Juan Marsé i Joaquín Jordà. Tot i que no li van permetre entrar a l'Escola Oficial de Cinematografia a Madrid, Aranda no va trigar a realitzar la seva primera pel·lícula. L'any 1964 va rodar Brillante porvenir. A caura dels seus contactes amb el món cultural va estar lligat a l'anomenada Escola de Barcelona, la refinada estètica de la qual fou una novetat en el cinema peninsular dels anys 60. Fata Morgana (1965) és una de les seves obres més representatives i enquadrades en aquest corrent. Va abordar després gèneres més comercials, cinema fantàstic i cinema eròtic: Les cruels (1969), La núvia ensangonada (1972), Clara és el preu (1974).
Després, amb més rigor, va tractar la transexualitat en Canvi de sexe (1977). Va dur a la pantalla La muchacha de las bragas de oro (1980), adaptació de l'obra de Juan Marsé, Assassinat en el Comitè Central (1982) basada en la novel·la de Manuel Vázquez Montalbán, pel·lícula policíaca, irònicament tenyida de política i Fanny Pelopaja (1983), retrat sense concessions d'una jove de suburbi i d'un policia corromput.
El 2001 va dur a la fama Pilar López de Ayala en el paper de Juana la Loca (Premi Goya a la millor interpretació femenina protagonista)

## Filmografia

### Cinema
| Com a director - Brillante porvenir (1965) - Fata Morgana (1965) - Las crueles (1969) - La novia ensangrentada (1972) - The Most Beautiful Animal in the World (1974) - Clara es el precio (1975) - Cambio de sexo (1977) - La muchacha de las bragas de oro (1980) - Asesinato en el Comité Central (1982) - Fanny Pelopaja (1984) - Tiempo de silencio (1986) - El Lute (camina o revienta) (1987) - El Lute II: mañana seré libre (1988) - Aventis (Si te dicen que caí) (1989) - Amantes (1991) - El amante bilingüe (1993) - Intruso (1993) - La pasión turca (1994) - Lumière et compagnie (Documental)(1995) - Libertarias (1996) - La mirada del otro (1998) - Celos (1999) - Juana la Loca (2001) - Carmen (2003) - ¡Hay motivo! (2004) - Tirant lo Blanc (2006) - Canciones de amor en Lolita's Club (2007) - Luna caliente (2009) | Com a guionista - Brillante porvenir (1965) - Fata Morgana (1965) - Las crueles (1969) - La novia ensangrentada (1972) - Último deseo (1976) - Cambio de sexo (1977) - La muchacha de las bragas de oro (1980) - Asesinato en el Comité Central (1982) - Fanny Pelopaja (1984) - Tiempo de silencio (1986) - El Lute (camina o revienta) (1987) - El Lute II: mañana seré libre (1988) - Aventis (Si te dicen que caí) (1989) - Amantes (1991) - El amante bilingüe (1993) - Intruso (1993) - La pasión turca (1994) - Libertarias (1996) - La mirada del otro (1998) - Celos (1999) - Juana la Loca (2001) - Carmen (2003) - Tirant lo Blanc (2006) - Canciones de amor en Lolita's Club (2007) - Luna caliente (2009) |

Com a actor
- BiBiCi Story (1969,curtmetratge)

Com a productor
- Luna caliente (2009)

### Televisió
| Com a director - La huella del crimen (1985, 1 episodi) - Los jinetes del alba (1990, 5 episodis) | Com a guionista - Los jinetes del alba(1990, 5 episodis) |

## Premis i nominacions

### Premis
- 1992. Goya al millor director per Amantes

### Nominacions
- 1988. Goya al millor director per El Lute (camina o revienta)
- 1988. Palma d'Or per El Lute II: mañana seré libre
- 1989. Goya al millor guió adaptat per El Lute II: mañana seré libre
- 1990. Goya al millor director per Si te dicen que caí
- 1990. Goya al millor guió adaptat per Si te dicen que caí
- 1991. Os d'Or per Amantes
- 1992. Goya al millor guió original per Amantes
- 1994. Goya al millor director per Intruso
- 1994. Goya al millor guió adaptat per El amante bilingüe
- 1995. Goya al millor director per La pasión turca
- 1995. Goya al millor guió adaptat per La pasión turca
- 1998. Os d'Or per La mirada del otro
- 2002. Goya al millor director per Juana la Loca
- 2005. Goya al millor documental per ¡Hay motivo!